# Biegener Hellen
Biegener Hellen – obszar chronionego krajobrazu w południowo-zachodniej części Frankfurtu nad Odrą, w dzielnicy Hohenwalde. Został utworzony w 1984 roku i zajmuje powierzchnię 3,61 km². Na terenie rezerwatu znajduje się m.in. jezioro Schafhölle.
Kilkaset metrów na wschód od rezerwatu wznosi się wzgórze Priesterberg.